# Rinat Muchin
Rinat Alexandrowitsch Muchin (russisch Ринат Александрович Мухин; * 29. Januar 1994) ist ein ehemaliger kasachischer Skilangläufer. 

## Werdegang
Muchin startete im Februar 2012 bei den Nordischen Junioren-Skiweltmeisterschaften 2012 in Erzurum. Dort belegte er den 51. Platz im Skiathlon und den 44. Rang über 10 km klassisch. Im folgenden Jahr errang er bei den Nordischen Junioren-Skiweltmeisterschaften 2013 in Liberec den 75. Platz über 10 km Freistil. Bei den Nordischen Junioren-Skiweltmeisterschaften 2014 im Fleimstal kam er auf den 42. Platz im Skiathlon und auf den siebten Platz mit der Staffel. Im Februar 2015 belegte er bei den U23-Weltmeisterschaften 2015 in Almaty den 28. Platz im Skiathlon und den zehnten Rang über 15 km Freistil und bei den Nordischen Skiweltmeisterschaften 2015 in Falun den 53. Platz über 15 km Freistil und den 13. Rang mit der Staffel. Seine ersten und einzigen Weltcuprennen lief er im Januar 2016 in Nové Město, welche er auf dem 66. Platz über 15 km Freistil und auf dem 14. Platz mit der Staffel beendete. Bei den U23-Weltmeisterschaften 2016 in Rasnov gelang ihm der 60. Platz im Sprint, der 47. Rang über 15 km klassisch und der 15. Platz über 15 km Freistil. Im Januar 2017 holte er bei der Winter-Universiade 2017 in Almaty die Silbermedaille mit der Staffel. Im folgenden Monat gewann er bei den Winter-Asienspielen 2017 in Sapporo die Silbermedaille mit der Staffel und die Goldmedaille über 15 km Freistil.

## Persönliches
Muchins Bruder Alexander ist seit 2020 Teil der kasachischen Biathlon-Nationalmannschaft.